# 몰리나라
몰리나라(이탈리아어: Molinara)는 이탈리아 캄파니아주 베네벤토도의 코무네다. 나폴리가 북동쪽으로 80km 베네벤토가 북동쪽 20km 거리에 있다.